# الإساءة في التدريس
إن معلمي المدرسة في العادة هم موضوع التنمر، ولكنهم أيضًا في بعض الأحيان المحرض الرئيسي للتنمر في البيئة المدرسية.

## حوادث
في حين أن التنمر على المعلمين يعتبر أمرًا خطيرًا وضارًا، إلا أنه لا توجد إحصائيات حول تنمر المعلمين على الآخرين أو تعرض المعلمين للتنمر. ومع ذلك، وفقًا لأحد المقالات، فإن نسبة عالية من المعلمين يعترفون بأنهم يتنمرون على طلابهم.